# 9266 Holger
9266 Holger è un asteroide della fascia principale. Scoperto nel 1978, presenta un'orbita caratterizzata da un semiasse maggiore pari a 2,9380665 UA e da un'eccentricità di 0,1079058, inclinata di 2,08033° rispetto all'eclittica.